# 胡達·佐格比
胡達·亞也·佐格比 （英語：Huda Yahya Zoghbi，阿拉伯语：‎，1955年6月24日—），原名胡達·阿爾-希貝里（Huda El-Hibri），黎巴嫩裔美国遺傳学家，休斯敦貝勒醫學院分子及人類遗传学系教授。她的研究解釋了蕾特氏症與小腦萎縮症的病因，因而先後於2016和2017年獲頒邵逸夫生命科學與醫學獎及生命科學突破獎。

## 早年生活與教育
胡達·佐格比於1954年在黎巴嫩貝魯特出生，並在貝魯特長大。她在高中時喜愛閱讀威廉·莎士比亞、珍·奧斯汀和威廉·华兹华斯的作品，萌生在大學時選讀文學的念頭，但其母成功說服她選擇生物學，理由是「她隨時能在空餘時寫作，但在中東長大的女性更需要一個穩妥和獨立事業」。1973年，佐格比進入貝魯特美國大學就讀生物科學，兩年後入讀同校的醫學院。
1976年，當她正在度過醫學院生涯的第一年時，黎巴嫩爆發內戰。她和其他同屆學生決定留在大學，但她的弟弟後來被炸彈碎片擊中受傷，迫使其父母在學年完結後舉家前往美國，跟她在奧斯汀的姊姊會合，待夏季完結才回黎巴嫩。內戰愈來愈嚴重，佐格比亦以為美國的醫學院跟黎巴嫩一樣，十月才開課。當她十月知道無法回黎巴嫩時，才發現美國的醫學院經已開課兩個月。她家族的朋友建議她嘗試申請范德比大學，但該校以其為轉校生為由拒絕，轉而提議墨哈利醫學院。墨哈利醫學院在面試後即場決定接受她。雖然她希望在接下來的夏季回黎巴嫩，但在貝魯特美國大學醫學院的教授建議下，她留在墨哈利醫學院，並於1979年得到醫學士學位後，加入貝勒醫學院的德州兒童醫院當兒科專科實習醫生。
因為對心臟感興趣，佐格比原本打算專攻兒童心臟科。當輪到她在兒童神經內科實習時，該科主管馬文·費殊曼（Marvin Fishman）成功使她相信腦部比心臟更有趣，令她於1982年完成實習後，在貝勒醫學院開始擔任為期三年的兒童神經內科博士後研究員。1983年，佐格比從班特·黑格博格（Bengt Hagberg）於神經科學年鑑刊登的文章，認識了蕾特氏症，並在德州兒童醫院的紀錄中發現一些被錯誤診斷為其他病症的蕾特氏症病例，這激起她對此疾病的興趣。當時，全美國都沒有蕾特氏症病例被發表。她1985年發佈的一篇文章吸引大量蕾特氏症病人往德州兒童醫院求診，使她接觸到大量病例。
由於絕大部份蕾特氏症患者是女童，而且不同患者的症狀均相同，佐格比肯定此疾病跟遺傳有關，她因而於1985年完結研究員一職後，加入阿圖·博德的實驗小組，接受遺傳學和分子生物學方面的訓練。博德基於蕾特氏症的遺傳方式不明顯，不建議她以此病為研究課題，並提議一個顯性遺傳的神經疾病——第一型小腦萎縮症。1988年，佐格比離開博德的實驗室，在貝勒醫學院開始自己的實驗小組。

## 職業生涯
佐格比從1988至1991年是貝勒醫學院兒科學系助理教授，從1991至1994年是同系副教授，以及從1994年起是同系教授。現時，佐格比主要擔任貝勒醫學院分子及人類遗传学系教授，同時兼任貝勒醫學院兒科學系神經內科和發育神經科學部教授、同校神經科學系教授、同校雷夫·D·費根教授、德州兒童醫院珍·鄧肯與丹·鄧肯神經內科研究所主任、霍華德·休斯醫學研究所研究員以及貝勒醫學院丹·鄧肯綜合癌症中心研究員。她也是再生製藥董事局成員。

## 研究

### 第一型小腦萎縮症
成立自己的實驗室後，佐格比繼續研究第一型小腦萎縮症，並跟明尼蘇達大學的哈利·柯爾（Harry Orr）合作。1993年4月8日，她和柯爾分別在同日發現導致第一型小腦萎縮症的ATXN1基因。當ATXN1序例中大量CAG核苷酸重複，一段長的麩胺酸鏈會在ATXN1蛋白出現。他們更發現，患者愈年輕出現症狀，其CAG重複愈長。兩組團隊後來確定ATXN1蛋白的蛋白酶體酶解、不正確摺疊和聚集跟第一型小腦萎縮症有關。

### Math1基因
解決第一型小腦萎縮症的病因後，佐格比開始在動物研究與維持平衡相關的基因。由於和她同在貝勒醫學院的雨果·貝倫描述果蠅的atonal基因，她的目標是哺乳類動物身上與該基因同源的基因。1996年，她的團隊成員尋得老鼠中的同源基因，即Math1基因。她的小組往後持續發現Math1基因的不同功能，確定它不只跟維持平衡與運動協調有關，還牽涉聽覺和腸道運作。

### 蕾特氏症
從佐格比在貝勒醫學院認識蕾特氏症開始，她一直同時兼顧蕾特氏症與其他疾病的研究，即使她的同事、其他研究人員和資助機構都缺乏興趣，原因在於很少患者及更少家庭能作為研究對象。1990年代，她跟史丹福大學的烏達·法蘭嘉合作，尋找導致蕾特氏症的基因。1992年，她將該基因的位置縮窄至X染色體的一部份。然後在1999年，佐格比的一個博士後研究員發現蕾特氏症的致病基因——MECP2。MECP2蛋白與CpG位點內的甲基胞嘧啶結合，而且幾乎對所有腦細胞的運作不可缺少。她的團隊在文章中顯示蕾特氏症是X染色體顯性遺傳病，意即只要身體中兩份MECP2基因的其中一份出現異常，患者就會發病。
此後，佐格比和其團隊繼續研究MECP2基因，並在2004年發現在老鼠中過度表達（overexpress）MECP2蛋白會導致類似自閉症的神經系統疾病。2009年，佐格比在缺乏Mecp2基因（人類MECP2的老鼠同源基因）的老鼠中確定，它們的去甲腎上腺素、多巴胺和血清素水平亦較低。這跟她在1985年發表、描述蕾特氏症患者臨床症狀的文章完全吻合。最近，佐格比發現MECP2蛋白也會和非CpG位點內的甲基胞嘧啶結合，以及只把部份老鼠神經元的MECP2蛋白回復至正常水平便足以令蕾特氏症的一些症狀消失。

## 榮譽與獎項
- 基爾比國際獎 (1995年)
- 兒科研究學會E·米德·莊臣紀念獎（英语：E. Mead Johnson Award） (1996年)
- 國立衛生研究院國家中風與神經內科疾病研究所（英语：National Institute of Neurological Disorders and Stroke）賈弗斯獎 (1998年)
- 美國神經內科協會（英语：American Neurological Association）索里亞諾講座席 (1998年)
- 美國神經內科醫學院（英语：American Academy of Neurology）西德尼·卡特獎 (1998年)
- 美國國家醫學院（前醫學研究所）會員 (2000年)
- 兒童神經內科學會伯納德·薩克斯獎 (2001年)[5]
- 美國科學促進會院士 (2002年)
- 美國神經內科協會雷蒙·D·亞當斯講座席 (2002年)[24]
- 菲利普遜研究基金會瑪達·菲利普遜兒科專科獎 (2004年)
- 益普生基金會（英语：Ipsen）神經可塑性獎 (2004年)
- 美國國家科學院會員 (2004年)
- 兒科研究學會羅伯特·J·帕沙洛與克萊兒·帕沙洛基金會神經精神病學研究獎（英语：Robert J. and Claire Pasarow Foundation Medical Research Award） (2007年)[5]
- 麻省理工學院阿拉伯同學會科學與科技終身成就獎 (2007年)[25]
- 德克薩斯州女性名人堂 (2008年)
- 卓克索大學醫學院（英语：Drexel University College of Medicine）瑪莉安·史賓莎·菲獎 (2009年)
- 維卓克基金會（英语：The Vilcek Foundation）維卓克生物醫學獎 (2009年)
- 國際蕾特氏症基金會天使圈研究獎 (2009年)
- 格魯伯神經科學獎 (2011年)
- 洛克菲勒大學珀爾·美斯特·格林加德獎（英语：Pearl Meister Greengard Prize） (2013年)
- 匹茲堡大學迪克遜醫學獎（英语：Dickson Prize） (2013年)
- 麻省理工學院麥高文腦部研究所（英语：McGovern Institute for Brain Research）愛德華·M·史高尼克神經科學獎 (2014年)
- March of Dimes（英语：March of Dimes）發育生物學獎 (2014年)[5]
- 威爾康乃爾醫學院（英语：Weill Cornell Medicine）及哥倫比亞大學醫學院莫提默·薩克勒（英语：Mortimer Sackler）發育心理生物學（英语：Developmental psychobiology）卓越成就獎 (2015年)
- 美國黎巴嫩工作小組獎 (2015年)
- 國立衛生研究院國家中風與神經內科疾病研究所賈弗斯神經科學研究員獎 (2015年)
- 范德比大學醫學院（英语：Vanderbilt University School of Medicine）范德比生物醫學獎 (2015年)
- 西北大學麥希提德·埃瑟·內默斯醫學獎 (2016年)
- 邵逸夫生命科學與醫學獎 (2016年)[24]
- 潔西·史蒂文森·高維蘭高獎章（英语：Jessie Stevenson Kovalenko Medal） (2016年)[26]
- 加拿大蓋爾德納國際獎 (2017年)[27]
- 生命科學突破獎 (2017年)[28]
- 黎巴嫩黎巴嫩雪松國家勳章（英语：National Order of the Cedar） (2018年)[29]
- 分子醫學（英语：Molecular Medicine (journal)）羅斯分子醫學獎(2018年)[30]
- 美國文理科學院院士 (2018年)[31]
- 美国人类遗传学学会维克多·麦库斯克领导奖 (2019年)[32]
- 大脑奖（英语：The Brain Prize） (2020年)[33]
- 科维理奖纳米科学奖 (2022年)[34]

## 個人生活
佐格比在貝魯特美國大學醫學院就讀時遇上其丈夫威廉·佐格比。1977年，胡達·佐格比在墨哈利醫學院繼續醫學訓練，威廉亦於翌年轉往墨哈利醫學院。畢業後，兩人同樣在貝勒醫學院實習。他們於1980年結婚，並育有兩名兒女。威廉是休斯敦循道醫院心臟學系主任。